# Saint-Georges-de-Chesné
Saint-Georges-de-Chesné foi uma comuna francesa na região administrativa da Bretanha, no departamento Ille-et-Vilaine. Estendia-se por uma área de 11,65 km². Em 2010 a comuna tinha 602 habitantes (densidade: 51,7 hab./km²).
Em 1 de janeiro de 2019, passou a formar parte da nova comuna de Rives-du-Couesnon.